# Citimbang
Citimbang is een bestuurslaag in het regentschap Brebes van de provincie Midden-Java, Indonesië. Citimbang telt 1849 inwoners (volkstelling 2010).